# Amphicyon frendens
Az Amphicyon frendens az emlősök (Mammalia) osztályának ragadozók (Carnivora) rendjébe, ezen belül a fosszilis medvekutyafélék (Amphicyonidae) családjába és az Amphicyoninae alcsaládjába tartozó faj.

## Tudnivalók
Az Amphicyon frendens előfordulási területe Észak-Amerikában volt. Az állat a középső miocén korszakban élt, azaz 17,5-15,9 millió évvel ezelőtt. A legtöbb maradványa a nebraskai Sioux megyében lévő Sheep Creek-formációból került elő, azonban példányait az oregoni Harney és Malheur megyékben is felfedezték. Az állatfajt 1924-ben, W. Matthew írta le és nevezte meg. Mivel nagyjából ugyanazon a helyen és idő szerint mindjárt utána következett, feltételezhető, hogy az Amphicyon frendens az Amphicyon galushai leszármazottja. Egyébként a két állat igen hasonlít egymásra. Ez az emlősfaj továbbá hasonlóságot mutat a rokon Ischyrocyon-fajokkal, valamint a mai kutyafélékhez tartozó, ámbár fosszilis Epicyon-fajokkal; mindkét állatnemmel kortárs volt és kénytelen volt megosztani velük az élőhelyét. 1988-ban, S. Legendre és C. Roth őslénykutatók 135,6 kilogrammos testtömegűnek becsültek egy példányt miután azt alaposan megvizsgálták.

## Fordítás
- Ez a szócikk részben vagy egészben  az   Amphicyon#Species című angol Wikipédia-szócikk ezen változatának fordításán alapul.  Az eredeti cikk szerkesztőit annak laptörténete sorolja fel. Ez a jelzés csupán a megfogalmazás eredetét és a szerzői jogokat jelzi, nem szolgál a cikkben szereplő információk forrásmegjelöléseként.